# アラン・デイヴィス
アラン・デイヴィス（Allan Davis、1980年7月27日 - ）は、オーストラリア、イプスウィッチ出身の自転車競技（ロードレース）選手。兄、スコット・デイヴィスもロードレース選手。

## 経歴
2002年に、マペイ・クイックステップと契約を結んでプロ転向。
2003年にオンセに移籍。
リベルティ・セグロスに移籍した2004年にブレイク。
- ジロ・デル・ピエモンテ優勝、
- ドイツ・ツアー、ツール・ド・ポローニュで各1勝
- ツール・ド・フランスに初出場（総合98位）。

2005年
- ツアー・ダウンアンダー総合2位
- エネコ・ツアー・ポイント賞。

しかし2006年、オペラシオン・プエルトの影響を受けたこともあって出場機会がほとんどなくなり、コモンウェルスゲームズ・個人ロードレースで3位に入った程度の実績に止まる。
2007年、リベルティ・セグロスの後身チーム名であるアスタナ・ヴュルトが前年に解散したため、ディスカバリーチャンネルに移籍。
- ミラノ〜サンレモ2位、
- ツアー・オブ・チンハイレイクで区間4勝などの成績を挙げたが、ディスカバリーチャンネルは同年限りでチーム解散となった。

2008年、ミツビシ・ヤルタジに移籍。
- このときは、チーム・南オーストラリア大学の一員として参加したツアー・ダウンアンダーで総合2位に入った。
- 同年9月3日、古巣ともいえるクイックステップに電撃的に移籍が決まり、移籍直後に開催されたツール・ド・ポローニュのポイント賞（総合4位）を獲得。UCIプロツアーでも総合12位に入る健闘を見せた。

2009年のツアー・ダウンアンダーでは、区間3勝を挙げる活躍を見せ、総合優勝及びポイント賞を制した。
2010年、アスタナに移籍。
- 世界選手権ロードレース 3位。
- コモンウェルスゲームズ・個人ロード 優勝

2011年
- ツアー・ダウンアンダー 総合9位

2012年、グリーンエッジに移籍。
- ロードレース世界選手権・個人ロードレース 6位

2014年2月、所属先が見つからず、引退を表明した。
2022年よりロット・ソウダルでアシスタント・スポーツディレクターを務めている。